# すきっ!
「すきっ!」は、ときめき♡宣伝部の楽曲である。2018年4月11日にユニバーサルシグマから発売されたときめき♡宣伝部1枚目のアルバム『ときおとめ』に収録されている。
本稿では「ときめき♡宣伝部」から「超ときめき♡宣伝部」への改名後にリアレンジ再録された「すきっ!〜超ver〜」、「すきっ!〜超ver〜」の英語版である「SUKI! English ver.」及び韓国語版である「SUKI! Korean ver.」についても記述する。

## 概要
「すきっ!」はときめき♡宣伝部のメジャーデビューアルバムとなった『ときおとめ』のリード曲である。
本楽曲の特徴として「すき」が連呼される歌詞が挙げられる。楽曲内に「すき（好き）」というワードが115回登場する。曲の冒頭やサビで「すき!」が14回連呼され、大サビでは「すき!」が22回（最後の22回目は「すきなんだ!!!!」）高速で連呼される。
（※「すきっ!」が収録されているアルバム『ときおとめ』のページも参照。）

### 「すきっ!」の初披露・リリース
2017年12月24日に日本青年館ホールにて行われたときめき♡宣伝部のワンマンライブ「ときめき♡宣伝部のどきどき♡クリスマスパーティーvol.3」にて「すきっ!」が初披露された。
メンバーの小泉遥香、吉川ひよりによると、2017年6月に藤本ばんび、小高サラがときめき♡宣伝部に入部（加入）して6人体制になる前から聴いていた楽曲であったという。
本楽曲の振り付けは槙田紗子が担当した。ときめき♡宣伝部の楽曲の振り付けを行うのは「Chocolate Truffe」に続き「すきっ!」が2曲目となる。
槙田によると当初「すきっ!」の振り付けは難しく踊る感じを提案したが、ときめき♡宣伝部スタッフより「男の人でも可愛く踊れる感じにしてほしい。」との修正希望があったので、キャッチーな振り付けに修正したと述べている。また、「すきっ!」の振り付けを行ったのは2017年であり、2016年6月に初リリースされたTikTokが出始めの頃であったので、後にTikTokを意識して振り付けを考えたFRUITS ZIPPERの「わたしの一番かわいいところ」（2022年4月29日配信リリース）とは異なり、「すきっ!」は特にTikTokを意識した振り付けではないと槙田は語っている。
2018年3月31日にYouTubeにて公開されたMVにはときめき♡宣伝部メンバー以外にも同じスターダストプロモーションに所属していた女性アイドルのS★スパイシー（2019年3月24日解散）、かつて坂井仁香・辻野かなみ・小泉遥香・吉川ひよりが所属していた私立輝女学園メンバー、振り付けを担当した槙田紗子などが出演している。また、唯一の男性出演者として矢部昌暉（DISH//）も出演している。
2018年4月11日にユニバーサルシグマから発売されたときめき♡宣伝部メジャーデビューアルバム『ときおとめ』に「すきっ!」が収録された。

### 3年越しのブレイク
2020年4月1日、当時にじさんじに所属していたバーチャルYouTuberの相羽ういはが「すきっ!」の歌ってみた動画をYouTubeに投稿した。
2021年2月15日、TikTokのあるユーザーが相羽ういはの「すきっ!」の歌ってみた動画を1.2倍速に加工した音源のサビ直前「わたしの毎日はラブコメに変わったんだ」から「すき!」が連呼されるサビにかけての部分を「擬人化させた「お文具さん」に対して愛を伝える動画」に使用したところ、2月下旬ごろからその倍速加工音源が自分の好きな人や推しに対して愛を伝える動画に沢山使われるようになり広まっていった。3月中旬に超ときめき♡宣伝部メンバーが広まっている倍速加工音源に合わせてハートマークを作る振り付けで踊ったところ、今度はそのダンスを真似する動画も広まり、2ヶ月ほどで倍速加工音源を使った動画が1.8万以上投稿された。
「すきっ!」の音源を使用した動画が広まった理由として、Real Soundのライターは、「すきっ!」という言葉をひたすら連呼するシンプルさと、手でハートマークを作って揺らしながらステップを踏むかわいくてマネしやすいダンスにあるのではないか、と分析している。
このように「すきっ!」が広まっていったが、2018年にリリースされたときめき♡宣伝部時代の楽曲であり、2020年4月1日に超ときめき♡宣伝部に改名してからのメンバー編成とは異なっていることと、広まっている音源が超ときめき♡宣伝部発の公式音源ではなく相羽ういはの倍速加工音源であるという問題点があった。また「すきっ!」を収録したアルバム『ときおとめ』をリリースしたレコード会社はユニバーサルシグマであったが、その後avex traxにレコード会社を移籍していたという事情もあった。
「すきっ!」がバズったことや様々な事情を受けて、超ときめき♡宣伝部バージョンとして「すきっ!」が再録されることになった。

### 「すきっ!」楽曲クレジット
（ときめき♡宣伝部：辻野かなみ、藤本ばんび、坂井仁香、小泉遥香、小高サラ、吉川ひより）
- アルバム『ときおとめ』収録曲「すきっ!」| #   | タイトル    | 作詞                | 作曲                | 編曲                | 時間 |
| --- | ----------- | ------------------- | ------------------- | ------------------- | ---- |
| 13. | 「すきっ!」 | 中村瑛彦(SUPA LOVE) | 中村瑛彦(SUPA LOVE) | 伊東大和(SUPA LOVE) | 5:17 |

## すきっ!〜超ver〜
「すきっ!〜超ver〜」（すきっ ちょうバージョン）は、超ときめき♡宣伝部の楽曲である。ときめき♡宣伝部の「すきっ!」をリアレンジし、超ときめき♡宣伝部メンバーで再録した楽曲であり、2021年5月19日にavex traxから配信限定シングル『すきっ!〜超ver〜』として配信開始された。また、2021年9月29日にavex traxから発売された超ときめき♡宣伝部のミニアルバム『すきすきすきすきすきすきっ!』に収録されている。

### 概要
「すきっ!〜超ver〜」は「すきっ!」をリアレンジし、超ときめき♡宣伝部メンバーで再録した楽曲であり、編曲を作詞作曲を行った中村瑛彦自身が手掛けた。
相羽ういはの「すきっ!」歌ってみた動画の倍速加工音源がバズったことを反映してか、メンバーの辻野かなみは「すきっ!」よりもより明るく気分が弾む感じになったと述べている。
（※「すきっ!〜超ver〜」が収録されているミニアルバム『すきすきすきすきすきすきっ!』のページも参照。）

### 「すきっ!〜超ver〜」のリリース
2021年5月19日にavex traxから単曲収録の配信シングル『すきっ!〜超ver〜』として配信が開始された。また同日、グループ公式TikTokに「すきっ!〜超ver〜」音源を使った動画が投稿された。リリース翌日の5月20日にはグループ公式TikTokより「すきっ!〜超ver〜」を倍速加工した音源「SUKI! CHOver. KOUSHIKIBAISOKU」（「すきっ!〜超ver〜 公式倍速」）を使った動画が投稿された。
リリース当初は「すきっ!〜超ver〜」の様々なライブパフォーマンスの動画をYouTubeに公開していたが、2021年8月15日に「すきっ!〜超ver〜」のMVがYouTubeにて公開された。
2021年9月29日にavex traxから発売された超ときめき♡宣伝部のミニアルバム『すきすきすきすきすきすきっ!』に「すきっ!〜超ver〜」が収録された。

### 日本国内、そして世界への波及
「すきっ!〜超ver〜」のMVが公開された2021年8月15日時点で「すきっ!〜超ver〜」のライブパフォーマンスなどの公式動画の累計再生数が1,000万再生を超え、関連動画の投稿数は3万を突破した。
「すきっ!」及び「すきっ!〜超ver〜」を振り付けた槙田紗子によると「すきっ!」及び「すきっ!〜超ver〜」がバズった経緯について、「TikTokで倍速にするのがバズっていた時代で、実際、アイドル好きの女の子が推しの動画に「すきっ！」の音源を被せて、“すきっ！すきっ！”っていう字幕を載せてアップするのが流行ったんですよ。で、確かフォロワーがすごく多いTikTokerの女の子が、とき宣の振りをその倍速音源に乗せて踊ったのがきっかけで振りも流行ったようなんです。ただ、その時の倍速音源は公式が出しているものではなくて、声もボーカロイドみたいになってしまっていたので、改めて公式がメンバーの声で倍速音源を出して、結果、そっちがバズったんです」とインタビューにて答えている。
なお「すきっ!」がバズるきっかけの一因となった、相羽ういはと一緒に超ときめき♡宣伝部が「すきっ!〜超ver〜」踊ってみたコラボを行ったダンスプラクティス動画が2021年8月14日にYouTubeにて公開された。
「すきっ!〜超ver〜」のバズりは日本国外にも広まり、韓国では2021年8月下旬ごろからTikTokにおいて「すきっ!〜超ver〜」の倍速音源「SUKI! CHOver. KOUSHIKIBAISOKU」を使用した動画投稿がハッシュタグ「#스키스키（日本語訳：#スキスキ）」と共に急増し、同年9月3日に発表された韓国のTikTok週間楽曲チャートで「SUKI! CHOver. KOUSHIKIBAISOKU」が週間1位になり、さらに10週連続でトップ10入りした。
2021年11月16付けのインドネシアのSpotifyにおけるデイリーチャート「バイラルトップ50」では「すきっ!〜超ver〜」がデイリー1位、オリジナルバージョンの「すきっ!」がデイリー9位を獲得した。
韓国、インドネシア以外にも2021年5月時点で世界3位のTikTokフォロワー数であったフィリピン系アメリカ人のベラ・ポーチ（Bella Poarchi）が2021年12月18日に「SUKI! CHOver. KOUSHIKIBAISOKU」を使用したTikTok動画を投稿している。
2022年2月までに「すきっ!〜超ver〜」が世界68カ国以上でチャートインし、TikTokの関連動画の総再生回数が20億回を超えた。2024年5月には「すきっ!〜超ver〜」のTikTok関連動画の総再生回数が30億回を超えた。
「すきっ!〜超ver〜」の日本国外への波及の中でも、特に韓国、インドネシアにて顕著に広がったことを受けて、2024年夏の超ときめき♡宣伝部ライブツアー「超ときめき♡宣伝部のきみのハートにロックオンTOUR 2024」では超ときめき♡宣伝部初の海外ワンマンライブ先として2024年7月27日に韓国・ソウルのWANDERLOCH HALL、2024年8月3日にインドネシア・ジャカルタのBalai Sarbiniが選ばれた。

### 英語版・韓国語版のリリース
2023年1月30日に配信限定ミニアルバム『ゼッタイだよ』の配信が開始された。『ゼッタイだよ』の収録曲として、「すきっ!〜超ver〜」の英語版である「SUKI! English ver.」及び韓国語版である「SUKI! Korean ver.」が収録されている。
なお、英語版・韓国語版について日本語版の歌詞で「すき」となっているところはそれぞれの言語で翻訳されずに、日本語版と同じく「SUKI」と発音するようになっている。日本語版の歌詞の最後の「…好きです。」の部分のみそれぞれの言語で翻訳されている。
同年2月6日に「SUKI! English ver.」Self cam & Dance ver.が、2月8日に「SUKI! Korean ver.」Performance VideoがYouTubeにて公開された。
2024年7月27日、超ときめき♡宣伝部初の海外ワンマンライブとして行われた韓国・ソウルのWANDERLOCH HALLのライブにて「SUKI! Korean ver.」のライブパフォーマンスが初披露された。

### 「すきっ!〜超ver〜」の影響
超ときめき♡宣伝部は2015年に結成された前身のときめき♡宣伝部時代を含めても、地上波キー局のプライムタイムの音楽番組や音楽特番に出演したことがなかったが、「すきっ!〜超ver〜」リリース後、『CDTVスペシャル!年越しプレミアライブ2021→2022』（2021年12月31日 - 2022年1月1日、TBS系列）や『うたコン』（2023年6月6日、NHK総合）などの音楽番組に出演し「すきっ!〜超ver〜」をパフォーマンスした。
また、2022年1月31日に生放送された朝の情報番組『スッキリ』（日本テレビ系列）では超ときめき♡宣伝部及び「すきっ!〜超ver〜」がバズっていることが特集された。超ときめき♡宣伝部も番組に生出演し「すきっ!〜超ver〜」をパフォーマンスした。
2022年4月には「すきっ!〜超ver〜」を使用した超ときめき♡宣伝部オリジナルテレビCMが全国でオンエアされた。
超ときめき♡宣伝部自体も「すきっ!〜超ver〜」がバズったことがきっかけとなりバラエティ番組などにも少しずつ出演するようになった。2023年4月からの1クールの間、超ときめき♡宣伝部地上波キー局初の冠番組となるバラエティ番組『ときめきを止めるな!〜私たち、超ときめき♡宣伝部です!〜』（2023年4月7日深夜 - 6月30日深夜、テレビ東京）が放送された。
「すきっ!」及び「すきっ!〜超ver〜」がバズる前の超ときめき♡宣伝部（ときめき♡宣伝部）は中野サンプラザをソールドアウトさせる規模のグループであったが、「すきっ!〜超ver〜」がバズってからはアリーナ立川立飛、横浜武道館、幕張メッセなどの会場をソールドアウトさせ、横浜アリーナでワンマンライブ2daysが開ける規模のグループに成長した。

### 「すきっ!〜超ver〜」楽曲クレジット
（超ときめき♡宣伝部：辻野かなみ、杏ジュリア、坂井仁香、小泉遥香、菅田愛貴、吉川ひより）
- 配信限定シングル『すきっ!〜超ver〜』収録曲「すきっ!〜超ver〜」

| #  | タイトル             | 作詞                | 作曲                | 編曲                | 時間 |
| -- | -------------------- | ------------------- | ------------------- | ------------------- | ---- |
| 1. | 「すきっ!〜超ver〜」 | 中村瑛彦(SUPA LOVE) | 中村瑛彦(SUPA LOVE) | 中村瑛彦(SUPA LOVE) | 5:12 |

- ミニアルバム『すきすきすきすきすきすきっ!』収録曲「すきっ!〜超ver〜」

| #  | タイトル             | 作詞                | 作曲                | 編曲                | 時間 |
| -- | -------------------- | ------------------- | ------------------- | ------------------- | ---- |
| 1. | 「すきっ!〜超ver〜」 | 中村瑛彦(SUPA LOVE) | 中村瑛彦(SUPA LOVE) | 中村瑛彦(SUPA LOVE) | 5:12 |

- 配信限定ミニアルバム『ゼッタイだよ』収録曲「SUKI! English ver.」、「SUKI! Korean ver.」

| #  | タイトル               | 作詞                                               | 作曲                        | 編曲                        | 時間 |
| -- | ---------------------- | -------------------------------------------------- | --------------------------- | --------------------------- | ---- |
| 2. | 「SUKI! English ver.」 | Akihiko Nakamura(SUPA LOVE)・English Lyrics：gb    | Akihiko Nakamura(SUPA LOVE) | Akihiko Nakamura(SUPA LOVE) | 5:12 |
| 3. | 「SUKI! Korean ver.」  | Akihiko Nakamura(SUPA LOVE)・Korean Lyrics：KINSHA | Akihiko Nakamura(SUPA LOVE) | Akihiko Nakamura(SUPA LOVE) | 5:12 |

## タイアップ
| 楽曲                 | 番組                                              | 期間                                               | 備考                   |
| -------------------- | ------------------------------------------------- | -------------------------------------------------- | ---------------------- |
| 「すきっ!」          | 『晴れ ときどき ときめき♡宣伝部』（ラジオ日本）   | オープニングテーマ（2018年4月6日 - 2019年3月29日） | [ 48 ]                 |
| 「すきっ!〜超ver〜」 | 『バキバキ☆ビート!Ⅱ』（サンテレビ）               | 2021年10月エンディング曲                           | [ 49 ]                 |
| 「すきっ!〜超ver〜」 | 『晴れ ときどき 超ときめき♡宣伝部』（ラジオ日本） | オープニングテーマ（2021年10月8日 - ）             | [ 50 ]                 |
| 「すきっ!〜超ver〜」 | 『ちょっとブレイクタイム』（ミヤギテレビ）        | 2022年5月エンディング曲                            | [ 51 ]                 |
| 「すきっ!〜超ver〜」 | 『かぼすタイム』（大分放送（OBSテレビ））         | 2022年5月エンディング曲                            | [ 51 ]                 |
| 「すきっ!〜超ver〜」 | 『ときめきを止めるな!』（テレビ東京）             | 全期間（2023年4月 - 6月）オープニング曲            | 地上波キー局初の冠番組 |